# プルトニオサウルス
プルトニオサウルス（学名: Plutoniosaurus）は、前期白亜紀後期オーテリビアンに生息したオフタルモサウルス科の魚竜の属。模式標本 UPM 2/740 は頭骨の備わった部分的な骨格であり、ヨーロッパロシアのウリヤノフスクから12キロメートル北方を流れるヴォルガ川の右側の岸で発見された。同じ層序からはプラティプテリギウスの種 Platypterygius birjukovi（現在のシンビリスキャサウルス Simbirskiasaurus birjukovi）が発見されている。

## 記載と有効性の議論
1997年にエフィモフは外鼻孔周辺の違いに着目してプルトニオサウルスを新属として記載したが、プラティプテリギウスの眼窩の前方に開いた穴が本当に自然の状態であるか疑いが持たれ、1999年にアルクハンゲルスキーがプラティプテリギウスへ再分類した。
シンビリスキャサウルスのシノニムである可能性も指摘されている。Zverkov and Efimov (2019) では、プルトニオサウルスはプラティプテリギウスのタイプ種やレニニアとの多系統群とされた。